# Spójniki w języku angielskim
Spójniki w języku angielskim – występowanie i użycie wyrazów łączących wyrazy i zdania w języku angielskim.

## Natura spójnika
Spójniki są wyrazami łączącymi dwie części zdania. Ich funkcją jest nie tylko fizyczne łączenie zdań, ale również kształtowanie logicznych związków między nimi. Są dwa zasadnicze rodzaje spójników: łączące (co-ordinating conjunctions) i przeciwstawiające (subordinating conjunctions). 
Spójniki najczęściej występują pomiędzy poszczególnymi wyrazami i częściami zdania, jednak możliwe jest rozpoczęcie zdania od spójnika, na przykład (choć nie tylko) w odpowiedziach na pytanie: When are you going to leave? When I am ready → Kiedy zamierzasz wyjść? Jak będę gotowa. Why did you do it? Because I felt like it → Dlaczego to zrobiłeś? Bo tak mi się chciało. Można również oddzielać części zdania dla emfazy: The government must go. Before it does any more damage → Rząd musi się podać do dymisji. Zanim wyrządzi więcej szkód.

## Spójniki łączące
Tabela spójników przedstawia główne spójniki łączące w języku angielskim. Podane tłumaczenia są najczęściej spotykanymi i zamieszczanymi przez słowniki, co nie oznacza, że jedynymi. 
| Znaczenie i funkcja   | Spójniki proste   | Spójniki dwuwyrazowe                                                                          |
| --------------------- | ----------------- | --------------------------------------------------------------------------------------------- |
| dodawanie, listowanie | and (i)           | - both... and... (zarówno... jak i...) - not only... but (also)... (nie tylko... ale również) |
| alternatywa           | or (lub, albo)    | either... or... (albo... albo...)                                                             |
| kontrast              | but               | not... but... (nie... ale...)                                                                 |
| wykluczanie           | nor (również nie) | neither... nor... (ani... ani...)                                                             |

## Spójniki podporządkowujące
Tabela spójników przedstawia główne spójniki łączące w języku angielskim. Podane tłumaczenia są najczęściej spotykanymi i zamieszczanymi przez słowniki, co nie oznacza, że jedynymi. 
| Znaczenie i funkcja          | Spójniki proste                                                  | Spójniki złożone | Spójniki dwuwyrazowe                                      |
| ---------------------------- | ---------------------------------------------------------------- | --- | --------------------------------------------------------- |
| porównanie                   | - as (jak) - than (niż) - like (jak)                             | - as if (tak jakby) - as though (jak gdyby) | - as... so - as... as (tak... jak...)                     |
| Warunek                      | - if (jeśli) - unless (o ile, jeśli nie)                         | - seeing (that) - given (that) (zakładając że...) - provided that (pod warunkiem, że...) - providing that - as / as long as (tak długo jak...) | if... then (jeżeli... to...)                              |
| przeciwstawienie             | - (al)though (mimo że) - while (podczas gdy) - whereas           | even though (mimo że) | although.... yet (mimo że... to jednak...)                |
| stopień                      |                                                                  | as far as (tak długo jak) | so... that (tak (bardzo)..., że...)                       |
| wyjątek                      |                                                                  | - but (that - except (that)... (poza, z wyjątkiem, pominąwszy)                                                                                 |                                                           |
| miejsce                      | - where (gdzie) - wherever (gdziekolwiek)                        | |                                                           |
| wybór                        |                                                                  | - rather than... (bardziej niż) - sooner than (prędzej niż)                                                                                    |                                                           |
| proporcja                    | as (jak)                                                         | | - as... so... (tak... jak...) - the... the (im... tym...) |
| cel                          |                                                                  | - so that (tak, by...) - in order that (aby, ażeby, w celu)                                                                                    |                                                           |
| powód i przyczyna            | - because (ponieważ) - as (skoro, jak już...) - since (skoro)    | |                                                           |
| rezultat                     |                                                                  | - so that (tak że...) - such that (taki że...)                                                                                                 |                                                           |
| pytanie pośrednie            | - if (czy) - whether (czy)                                       | | whether... or (czy... czy też...)                         |
| łącznik mowy zależnej        | that (że)                                                        | |                                                           |
| równy czas                   | - whenever - until (aż) - while, whilst (podczas gdy) - as (jak) | now (that) (skoro już) |                                                           |
| czas wcześniejszy            | - before (zanim) - till, until (do..., aż...)                    | |                                                           |
| czas późniejszy              | - after (po) - since (od)                                        | |                                                           |
| czas bezpośrednio późniejszy | - once - when - whereupon (kiedy to)                             | immediately (that) (gdy już..., natychmiast gdy...)                                                                                            |                                                           |